# 827 TCN
827 TCN là một năm trong lịch La Mã.